# Melville (Luizjana)
Melville – miasto w Stanach Zjednoczonych, w stanie Luizjana, w parafii St. Landry.